# Polygrammodes oxydalis
Polygrammodes oxydalis is een vlinder uit de familie van de grasmotten (Crambidae), uit de onderfamilie van de Spilomelinae. De wetenschappelijke naam van deze soort is voor het eerst voorgesteld als Botys oxydalis door Achille Guenée in een publicatie uit 1854.
De soort komt voor in het zuiden van de Verenigde Staten en Costa Rica.